# Portage—Lisgar
Circonscription électorale fédérale du Canada
Portage—Lisgar est une circonscription électorale fédérale canadienne dans la province du Manitoba. Elle comprend une partie de la province au sud-ouest de la ville de Winnipeg, dont la ville la plus importante est Portage la Prairie.
Les circonscriptions limitrophes sont Brandon—Souris, Dauphin—Swan River—Marquette, Selkirk—Interlake, Charleswood—St. James—Assiniboia, Winnipeg-Sud et Provencher.

## Historique
La circonscription de Portage—Lisgar a été créée en 1996 avec des parties de Lisgar—Marquette, Portage—Interlake et de Provencher.
| Législature                                                               | Années          | Député          | Député        | Parti               |
| ------------------------------------------------------------------------- | --------------- | --------------- | ------------- | ------------------- |
| Portage—Lisgar issue de Lisgar—Marquette, Portage—Interlake et Provencher |                 |                 |               |                     |
| 36e                                                                       | 1997 – 2000     |                 | Jake Hoeppner | Réformiste          |
| 36e                                                                       | 2000 – 2000     |                 | Jake Hoeppner | Alliance canadienne |
| 37e                                                                       | 2000 – 2003     | Brian Pallister |               | Alliance canadienne |
| 37e                                                                       | 2003 - 2004     | Brian Pallister |               | Conservateur        |
| 38e                                                                       | 2004 – 2006     | Brian Pallister |               | Conservateur        |
| 39e                                                                       | 2006 – 2008     | Brian Pallister |               | Conservateur        |
| 40e                                                                       | 2008 – 2011     | Candice Bergen  |               | Conservateur        |
| 41e                                                                       | 2011 – 2015     | Candice Bergen  |               | Conservateur        |
| 42e                                                                       | 2015 – 2019     | Candice Bergen  |               | Conservateur        |
| 43e                                                                       | 2019 – 2021     | Candice Bergen  |               | Conservateur        |
| 44e                                                                       | 2021 – 2023     | Candice Bergen  |               | Conservateur        |
| 44e                                                                       | 2023 – 2025     | Branden Leslie  |               | Conservateur        |
| 45e                                                                       | 2025 – en cours | Branden Leslie  |               | Conservateur        |

## Résultats électoraux

### Tendances

#### Répartition des voix obtenu par les principaux partis
| |
| - Parti libéral - Parti conservateur - NPD - Parti vert - Parti populaire - Parti progressiste-conservateur - Alliance canadienne - Parti réformiste |

#### Majorité en voix du parti arrivé en tête
|                                                                    |
| Les élections partielles sont surlignées en gris sur le graphique. |

### Résultats détaillés
Modèle:Élection générale canadienne de 2025 — Portage—Lisgar
|       | Candidat           | Parti             | # de voix | % des voix |
|       | (X) Candice Bergen | Conservateur      | +25 060,  | 60,84 %    |
|       | Ken Werbiski       | Libéral           | +10 621,  | 25,79 %    |
|       | Dean Harder        | NPD               | +02 554,  | 6,2 %      |
|       | Beverley Eert      | Vert              | +01 637,  | 3,97 %     |
|       | Jerome Dondo       | Héritage chrétien | +01 315,  | 3,19 %     |
| Total | Total              | Total             | 41 187    | 100 %      |

|       | Candidat             | Parti        | # de voix | % des voix |
|       | (x) Candice Hoeppner | Conservateur | +26 889,  | 75,98 %    |
|       | M.J. Willard         | Libéral      | +02 221,  | 6,28 %     |
|       | Mohamed Alli         | NPD          | +03 478,  | 9,83 %     |
|       | Matthew Friesen      | Vert         | +01 996,  | 5,64 %     |
|       | Jerome Dondo         | Héritage     | +00805,   | 2,27 %     |
| Total | Total                | Total        | 35 389    | 100 %      |

|       | Candidat         | Parti        | # de voix | % des voix |
|       | Candice Hoeppner | Conservateur | +22 032,  | 67,89 %    |
|       | Ted Klassen      | Libéral      | +04 474,  | 13,79 %    |
|       | Mohamed Alli     | NPD          | +02 358,  | 7,27 %     |
|       | Charlie Howatt   | Vert         | +02 606,  | 8,03 %     |
|       | Len lodder       | Héritage     | +00983,   | 3,03 %     |
| Total | Total            | Total        | 32 453    | 100 %      |